# Unión Económica y Monetaria de la Unión Europea

Los Estados miembros de la UEM.
Miembros de la eurozona
Miembros de la UE y ERM-II
Miembro de la UE y ERM-II sin entrada prevista al euro (Dinamarca)
El resto de miembros de la UE

La Unión Económica y Monetaria (UEM) de la Unión Europea (UE) es un grupo de políticas destinadas a hacer converger las economías de los Estados miembros de la Unión Europea en tres etapas.
Hay tres etapas de la UEM, cada una de las cuales consiste en una integración económica cada vez más estrecha. Sólo una vez que un Estado participa en la tercera etapa se le permite adoptar el euro como moneda oficial. Como tal, la tercera etapa es en gran medida sinónimo de la eurozona. Los criterios de convergencia del euro son el conjunto de requisitos que deben cumplirse para que un país sea aprobado para participar en la tercera etapa. Un elemento importante de esto es la participación durante un mínimo de dos años en el Mecanismo Europeo de Tipos de Cambio ("MTC II"), en el que las monedas candidatas demuestran convergencia económica manteniendo una desviación limitada de su tipo objetivo frente al euro.
Las políticas de la UEM cubren a todos los Estados miembros de la Unión Europea. Todos los nuevos Estados miembros de la UE deben comprometerse a participar en la tercera etapa en sus tratados de adhesión y están obligados a ingresar a la tercera etapa una vez que cumplan con todos los criterios de convergencia. Veinte Estados miembros de la UE han entrado en la tercera etapa y han adoptado el euro como moneda. Dinamarca, cuya membresía en la UE es anterior a la introducción del euro, tiene una opción legal de exclusión de los Tratados de la UE y, por lo tanto, no está obligada a ingresar a la tercera etapa.
El Tratado de la Unión Europea (Maastricht), en vigor desde 1993, preveía la creación de una unión económica y monetaria con la introducción de una moneda única (que por aquel entonces se pensaba llamar ECU). De ella formarían parte los países que cumplieran una serie de condiciones y se introduciría de forma gradual. La fecha inicialmente prevista se fue retrasando hasta que, finalmente, los Estados miembros de la Unión Europea acordaron el 15 de diciembre de 1995 en Madrid la creación de una moneda única europea —ya bajo la denominación de «euro»— con fecha de puesta en circulación en enero del año 2002.
Por su parte, el Banco Central Europeo (BCE) fue creado en 1998, de conformidad con el TUE, para introducir y gestionar la nueva moneda, efectuar operaciones con divisas y garantizar el buen funcionamiento de los sistemas de pago. Es también responsable de fijar las grandes líneas y ejecutar la política monetaria de la UE mediante el Eurosistema. Una de las principales tareas del BCE es mantener la estabilidad de precios en la zona euro, preservando el poder adquisitivo del euro.
La UEM supone no solo la integración de los distintos países miembros en un Mercado Común en el que se respeten las "cuatro libertades", es decir, la libertad de circulación de mercancías, servicios, personas y capitales. Igualmente, se pretende el establecimiento de una Política Comercial Común respecto a los países que no pertenezcan a dicho Mercado Común. Además, la Unión Económica, que supone una coordinación de las políticas económicas para cumplir unos objetivos, se completa con la Unión Monetaria, proceso por el cual se instauró el euro como moneda única de una parte de los países de la Unión Europea.

## Antecedentes
Una unión económica es una forma superior de integración a la que supone el mercado común. Añade a este un mayor grado de armonización de las políticas económicas nacionales en un intento de eliminar la discriminación que puede derivarse de las disparidades en dichas políticas.
A medida que se intenta progresar en la armonización de las políticas comunes surgen dificultades derivadas de la cesión de soberanía por parte de los Estados miembros, armonizar las políticas monetarias y fiscales fundamentalmente, supone que los gobiernos de los países del área tienen un menor margen de actuación para su política general.
Como son objeto de la integración todas las actividades económicas en el ámbito espacial de una unión económica –entre ellas la política financiera-, la concertación de una política monetaria común.
Los antecedentes más inmediatos de la Unión Económica y Monetaria son la denominada “Serpiente Monetaria Europea” creada en 1972 y el Sistema Monetario Europeo, creado en 1979 en sustitución del anterior. Estos sistemas suponían la limitación, hasta un 2,25%, de las oscilaciones de cualquiera de las monedas de los Estados miembros.

## Historia
El deseo de formar una Unión Económica y Monetaria en el seno de la Unión Europea, nace de forma oficial en el año 1988, con el objetivo último de la implantación de una moneda única, el euro como continuación natural de la unión económica. El Consejo Europeo en junio de 1989, partiendo del informe Delors fija el establecimiento de la UEM como un proceso de carácter progresivo que debía nacer en 1990, y en el que se distinguen tres fases. En el informe Delors se atribuía a la existencia de una moneda única una serie de ventajas en cuanto se preveía que la nueva moneda llevaría consigo un incremento de la actividad económica derivado de la eliminación de incertidumbres y costes de transacción por las operaciones de cambio de divisas, así como una mayor transparencia a los precios en los mercados comunitarios, facilitando así mayores intercambios.

### Fases de la Unión
Primera fase (1 de julio de 1990-31 de diciembre de 1993)
En esta fase se suprimieron las limitaciones al movimiento de capitales entre los Estados miembros y se reforzó la cooperación entre los bancos centrales de los países. En 1992 se firmó el Tratado de Maastricht por el que se modificó el Tratado Constitutivo de la Unión para recoger la UEM. Este tratado preveía la supresión de las monedas nacionales por la moneda común y también fijaba una serie de condiciones económicas de convergencia, denominadas criterios de convergencia, relativas a la estabilidad de los precios dentro de unos parámetros marcados, al déficit público, a la deuda pública y a los tipos de cambio, que eran de obligado cumplimiento para los países que quisieran integrarse en la tercera etapa de la UEM.
Segunda fase (1 de enero de 1994-31 de diciembre de 1998)
Creación del Instituto Monetario Europeo, como predecesor del Banco Central Europeo. El 2 de mayo de 1998 se aprobaron los once países que pasaron a formar parte de la tercera etapa de la UEM a partir de 1999 al cumplir los requisitos establecidos en el Acuerdo de Maastricht. Dichos países eran Alemania, Austria, Bélgica, España, Francia, Finlandia, Irlanda, Italia, Luxemburgo, Países Bajos y Portugal.
Tercera fase (1 de enero de 1999-actualidad)
El 1 de enero de 1999 se fijaron los tipos fijos de cambio de cada una de las monedas con respecto al euro y el Banco Central Europeo sustituyó al Instituto Monetario Europeo. Desde esta fecha el euro existe como unidad monetaria, de cotización y cambio en los mercados, pero no existían los billetes y monedas de euro. El 1 de enero de 2002 entraron en vigor las nuevas monedas y billetes de euro, sustituyendo a las de los respectivos países, que desaparecen. El 1 de marzo de 2002 se usa en exclusiva la nueva moneda, conviviendo con las antiguas divisas hasta el 28 de febrero de 2002.
En 2001 se incorporó a la eurozona Grecia. Posteriormente se han añadido nuevos países, en 2007, Eslovenia; en 2008, Chipre y Malta, en 2009 Eslovaquia y en 2011 se produce la incorporación de Estonia. Letonia pasó a formar parte de la eurozona el 1 de enero de 2014. y Lituania el 1 de enero de 2015. Por último, el 1 de enero de 2023 lo hizo Croacia, convirtiéndose en el vigésimo miembro de la eurozona.

## Críticas
Se ha debatido si los países de la eurozona constituyen una zona monetaria óptima.

### Inflexibilidad de la política monetaria
Dado que la pertenencia a la eurozona establece una política monetaria única y esencialmente el uso de una "moneda extranjera" para los respectivos Estados, éstos ya no pueden utilizar una política monetaria nacional aislada como herramienta económica dentro de sus bancos centrales. Tampoco pueden emitir dinero para financiar los déficits públicos necesarios ni pagar intereses por la venta de bonos del Estado. Todo esto se efectúa de forma centralizada desde el BCE. Como consecuencia, si los Estados miembros no gestionan su economía de forma que puedan mostrar una disciplina fiscal (como les obligaba el Tratado de Maastricht), el mecanismo significa que un Estado miembro podría efectivamente "quedarse sin dinero" para financiar el gasto. Esto se caracteriza como una crisis de deuda soberana en la que un país se queda sin la posibilidad de refinanciarse con una moneda soberana. Es lo que les ocurrió a Grecia, Irlanda, Portugal, Chipre y España.

## Planes para reformar la Unión Económica y Monetaria
Al opinar que la austeridad pura y dura no podía resolver la crisis del euro, el presidente francés François Hollande reabrió el debate sobre una reforma de la arquitectura de la eurozona. La intensificación de los trabajos sobre los planes para completar la UEM existente con el fin de corregir sus errores económicos y sus trastornos sociales pronto introdujo la palabra clave UEM "auténtica". A principios de 2012, parecía improbable que se produjera una corrección propuesta de la defectuosa arquitectura monetaria de Maastricht que incluyera: la introducción de una capacidad fiscal de la UE, la gestión común de la deuda y una unión bancaria completamente integrada. Además, existía el temor generalizado de que un proceso de fortalecimiento del poder de la Unión para intervenir en los Estados miembros de la eurozona e imponer mercados laborales flexibles y salarios flexibles, pudiera constituir una grave amenaza para la Europa Social[14]. En el proceso de negociación, los Estados miembros defendieron diferentes soluciones en función de sus características políticas, mientras que el resultado fue un amplio compromiso.

### Primer plan de reforma de la UEM (2012-15)
En diciembre de 2012, en plena crisis de la deuda soberana europea, que puso de manifiesto una serie de deficiencias en la arquitectura de la UEM, los cuatro presidentes del Consejo, la Comisión Europea, el BCE y el Eurogrupo publicaron un informe titulado "Hacia una auténtica Unión Económica y Monetaria". El informe esbozaba la siguiente hoja de ruta para aplicar las medidas necesarias para garantizar la estabilidad y la integridad de la UEM.

### Segundo plan de reforma de la UEM (2015-25): El Informe de los Cinco Presidentes
En junio de 2015, los presidentes del Consejo, la Comisión Europea, el BCE, el Eurogrupo y el Parlamento Europeo publicaron un informe de seguimiento titulado "Completar la Unión Económica y Monetaria de Europa" (a menudo denominado "Informe de los cinco presidentes" ). El informe esbozaba una hoja de ruta para seguir profundizando en la UEM, con el fin de garantizar el buen funcionamiento de la unión monetaria y permitir a los Estados miembros estar mejor preparados para adaptarse a los retos mundiales